# Venus de Parabita

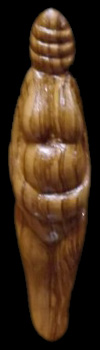
Reproducción de la Venus de Parabita tallada en madera de olivo.

Las venus de Parabita son dos estatuillas femeninas de época prehistórica, este tipo de obras de arte se denominan venus paleolíticas. Las estatuillas fueron talladas en hueso de caballo y datan de hacia 18.000 a. C. Se conservan en el Museo Arqueológico Nacional de Tarento.
Las estatuillas fueron descubiertas en 1965 por el profesor Giuseppe Piscopo y sus colaboradores, en el exterior de la gruta ahora denominada Gruta de las Venus, situada cerca de la localidad de Monaci en el territorio de la comuna de Parabita, provincia de Lecce. Originalmente debieron encontrarse cerca de un entierro doble hallado en el interior.
La estatuilla más grande mide 9 cm de altura, 2,1 cm de anchura y 2,2 cm de grosor máximo, a veces es denominada Venus del velo porque la cabeza muestra tres bandas paralelas como si estuviera envuelta en un velo o máscara, la estatuilla más pequeña está tallada de manera más sucinta y es aplanada por detrás, mide 6,1 cm de altura, 1,5 cm de anchura y 1,2 cm de grosor máximo. Las estatuillas representan mujeres embarazadas: característica peculiar de los dos ejemplares es la posición de los brazos puestos bajo el vientre prominente, rodeándolo, característica compartida con análogos ejemplares descubiertos en Kostienki, localidad situada en el embalse del Don en Rusia y en Avdejevo, Ucrania.
Las venus de Parabita se conservan en el Museo Arqueológico Nacional de Tarento (MARTA).